# Relaciones República Árabe Saharaui Democrática-Sudáfrica
Las relaciones Sahara Occidental-Sudáfrica son las relaciones internacionales entre la República Árabe Saharaui Democrática y Sudáfrica.
Las relaciones diplomáticas formales se establecieron a nivel de embajador en 2004, durante el gobierno de Thabo Mbeki. Se abrió una embajada saharaui en Pretoria, y la embajada sudafricana en Argel, Argelia fue acreditada ante la RASD.
Sudáfrica sigue prestando apoyo político y asistencia humanitaria a la República Árabe Saharaui Democrática. Bajo el Fondo Africano del Renacimiento (ARF), Sudáfrica coordina varios proyectos que tienen como objetivo beneficiar a la población saharaui. Estos incluyen una contribución a un proyecto de desminado en el este del territorio y la construcción de un complejo de desarrollo deportivo en el territorio.

## Relaciones históricas
Las relaciones entre la República Árabe Saharaui Democrática (RASD) y Sudáfrica datan de los estrechos vínculos que fueron forjados por los movimientos de liberación nacional de ambos países, a saber, el Congreso Nacional Africano (ANC) del Sur África y el Frente Polisario de Sáhara Occidental poco después de la formación del Frente Polisario en 1973. Fue en Argelia donde la interacción entre el ANC y el Frente Polisario se solidificó especialmente a través del membresía de la organización en organismos tales como el  Movimiento Panafricano de Jóvenes.
El 22 de julio de 1988, el entonces presidente del ANC, Oliver Tambo encabezó una delegación del ANC a la República Árabe Saharaui Democrática (RASD) por invitación del presidente Mohamed Abdelaziz de la RASD, que está también Secretario General del Frente Polisario. En el curso de la visita a los Territorios Liberados en la RASD, el Frente Polisario donó al ANC y a la  Organización del Pueblo del África Sudoccidental (SWAPO) un sustancial cantidad de armas y municiones capturadas de las tropas marroquíes. Este gesto solo para el movimiento de liberación primaria de Sudáfrica significó los lazos duraderos forjados en circunstancias difíciles que los dos países y pueblos comparten hasta el día de hoy. Durante esta visita, Tambo dijo lo siguiente de su visita a la RASD: La calidez de la bienvenida popular del pueblo saharaui es muy diferente de todas las otras bienvenidas que hemos recibido en cualquier otro lugar del mundo ... También estamos muy sorprendidos por la similitud de la naturaleza de la lucha del pueblo saharaui y el pueblo de Sudáfrica. La visita a la RASD proporcionó una confirmación concreta de realidades de las que somos vagamente conscientes. Una cosa importante que observamos fue el respeto y apoyo de el pueblo saharaui hacia la lucha de Sudáfrica ny Namibia n personas por la independencia nacional.

## Relaciones diplomáticas
Poco después de la inauguración del primer gobierno sudafricano posterior al apartheid en 1994, el expresidente sudafricano Nelson Mandela, anunció una decisión del gobierno sudafricano de su intención de reconocer y establecer relaciones diplomáticas con el partido árabe saharaui demócrata. República coherente con las decisiones anteriores de la Organización de la Unidad Africana a la que Sudáfrica se adhirió formalmente en 1994.
En junio de 1995, Nelson Mandela prometió que se establecerían vínculos, y esto fue posteriormente confirmado por el ministro de Relaciones Exteriores Alfred Nzo y el embajador de Sudáfrica en la OUA. Sin embargo, el gobierno retrasó la implementación de su promesa de reconocer a la República Saharaui.
El 15 de septiembre de 2004, la RASD y Sudáfrica establecieron relaciones diplomáticas formalmente. El 16 de septiembre de 2004, el expresidente de Sudáfrica Thabo Mbeki declaró lo siguiente: ' "Es una gran lástima y pesar para todos nosotros que (sin embargo) la cuestión de la autodeterminación para el pueblo del Sáhara Occidental siga sin resolverse. Esto nos presenta a todos nosotros el desafío de garantizar que hacer todo lo posible para asegurar que estas personas hermanas también disfruten de este derecho fundamental e inalienable, cuya defensa por la totalidad de nuestro continente nos trajo nuestra propia libertad ... "
Tras el pronunciamiento del reconocimiento de la RASD por parte de Sudáfrica, el gobierno sudafricano declaró que el reconocimiento de Sudáfrica no era un fin en sí mismo sino un medio para un fin: por lo tanto, Sudáfrica debe seguir ocupando el tema de la ocupación ilegal del Sáhara Occidental. y en apoyo del derecho del pueblo saharaui a la autodeterminación y la descolonización a través de un  referéndum supervisado por la ONU. La RASD abrió una embajada en Pretoria en 2004. El embajador Mohammed Beissat se convirtió en el primer embajador de la RASD en Sudáfrica. En el mismo año, el embajador sudafricano en Argelia, el embajador Ratubatsi Super Moloi, se convirtió en el primer embajador sudafricano acreditado ante la RASD. La libertad del Sáhara Occidental sigue siendo una prioridad de política exterior para Sudáfrica, especialmente en términos de la santidad de las fronteras coloniales y el reconocimiento del derecho del pueblo saharaui a la autodeterminación.
En junio de 2013, el ministro de Asuntos Exteriores sudafricano y saharaui firmó tres [memorandos de entendimiento], relativos a cooperación, deportes juveniles y cuestiones de desminado.

## Cronología
En julio de 2006, el Departamento de Relaciones Exteriores de Sudáfrica acogió al portavoz jefe de la RASD, Mohamed Khadad, y al Ministro de Cooperación Internacional, Mohammed Salem Ould Salek. El Departamento de Relaciones Exteriores de Sudáfrica facilitó y continuó su financiación de asistencia humanitaria para la RASD a través del African Renaissance Fund (ARF).
En noviembre de 2006, el Departamento de Asuntos Exteriores de Sudáfrica también coorganizó un seminario de derechos humanos sobre la situación en el territorio ocupado ilegalmente del Sáhara Occidental en cooperación con el Sur Comisión Africana de Derechos Humanos. Los funcionarios sudafricanos también participaron en la 32.ª [Conferencia Europea para la Coordinación del Apoyo al Pueblo Saharaui]], celebrada en España.
Para fortalecer la cooperación internacional, Sudáfrica asistió a la Conferencia Internacional de Solidaridad con el Pueblo Saharaui con motivo de la conmemoración del 31 ° Aniversario de la RASD, celebrada en Tifariti del 24 de febrero al 1 de marzo de 2007.
En septiembre de 2008, la Embajada de Sudáfrica en Argelia y la RASD celebraron consultas diplomáticas con el ministro de Relaciones Exteriores de la RASD, Mohammed Ould Salek. Del 28 de septiembre al 1 de noviembre de 2008, el Departamento de Relaciones Exteriores de Sudáfrica coordinó un Programa de Capacitación Diplomática para altos funcionarios de la RASD.
En octubre de 2008, la Embajada de Sudáfrica en Argelia y la RASD celebraron consultas diplomáticas con la ministra de Cultura de la RASD, Khadidja Hamdi.
En diciembre de 2008, el Departamento de Asuntos Exteriores de Sudáfrica en asociación con la Universidad de Pretoria coorganizó la Conferencia Internacional sobre Multilateralismo y Derecho Internacional con el Sáhara Occidental como estudio de caso en Pretoria, Sudáfrica.
En 2009, el presidente Jacob Zuma en su discurso anual sobre el estado de la nación confirmó la posición de principios de Sudáfrica de apoyo a la autodeterminación y descolonización para el Sáhara Occidental.
En junio de 2013, la ministra de Relaciones Internacionales y Cooperación de Sudáfrica] Maite Nkoana-Mashabane reafirmó la posición de su país respecto de la descolonización y autodeterminación del pueblo terrorista saharaui, haciendo hincapié en la necesidad de convocar urgentemente un referéndum para permitir Saharauis para elegir su destino.